# Quàng Văn Cường
Dans ce nom vietnamien, le nom de famille, Quàng, précède le nom personnel.
Quàng Văn Cường, né le 11 novembre 1997, est un coureur cycliste vietnamien.

## Biographie
Quàng Văn Cường est né de parents d'origine thaïlandaise. Il est le cadet d'une fratrie de trois frères et sœurs. D'origine modeste, la famille vit de l'agriculture. Le village où il grandit manque cependant de ressources. D'allure chétive, il tombe alors souvent malade. Il commence néanmoins le cyclisme en 2012, lorsqu'il est accepté dans un club d'Hanoï,.  
En 2016, il se classe quatrième du championnat du Viêt Nam sur route. L'année suivante, il s'impose sur une course par étapes. Il poursuit ensuite sa carrière, en se cantonnant principalement au calendrier local. Décrit comme un coureur plutôt complet, il décroche de nouvelles victoires. Il termine aussi cinquième du championnat d'Asie espoirs et vingtième de la course en ligne des Jeux asiatiques en 2018. 
Lors de la saison 2022, il se distingue en remportant le critérium des Jeux d'Asie du Sud-Est. Il s'agit de son premier succès obtenu au niveau international,. En octobre 2023, il devient double vice-champion national du Viêt Nam, dans la course en ligne et le contre-la-montre.

## Palmarès et résultats

### Palmarès par année
- 2016
  - 19e étape de la HTV Cup
- 2017
  - Return to the Countryside An Giang :
    - Classement général
    - 1re, 2e et 5e étapes
- 2019
  - 2e étape de la Mekong Delta Cycling Cup
- 2021
  - 3e du championnat du Viêt Nam du contre-la-montre
- 2022
  -  Médaillé d'or du critérium aux Jeux d'Asie du Sud-Est
  - 6e étape de la HTV Cup
- 2023
  - 2e du championnat du Viêt Nam du contre-la-montre
  - 2e du championnat du Viêt Nam sur route

### Classements mondiaux
| Année         | 2018 | 2019 | 2020 | 2021 | 2022 | 2023 |
| ------------- | ---- | ---- | ---- | ---- | ---- | ---- |
| UCI Asia Tour | 159e |      |      |      |      | 361e |